# He Lifeng
He Lifeng är en kinesisk kommunistisk politiker och Folkrepubliken Kinas andre vice premiärminister.
Han gick med i Kinas kommunistiska parti 1981 och har en utbildning i ekonomi från Xiamens universitet. Han anses ha knutit band till Xi Jinping när de arbetade i Fujian-provinsen under det tidiga 2000-talet.
Han var chef för Nationella kommissionen för utveckling och reform februari 2017—mars 2023 och är sedan 22 oktober 2022 ledamot i politbyrån i Kinas kommunistiska parti.